# بروميد التيتانيوم الثنائي
بروميد التيتانيوم الثنائي (أو ثنائي بروميد التيتانيوم) مركب كيميائي، له الصيغة TiBr2، ويوجد على شكل صلب بلوري أسود.

## التحضير
يحضر هذا المركب من تفاعل تفكك بروميد التيتانيوم الثلاثي:
{\displaystyle \mathrm {2\ TiBr_{3}\longrightarrow TiBr_{2}+TiBr_{4}} }
كما يمكن أن تجرى طريقة التحضير من التفاعل المباشر بين عنصري البروم والتيتانيوم:
{\displaystyle \mathrm {Ti+Br_{2}\longrightarrow TiBr_{2}} }

## الخواص
يوجد المركب في الشروط القياسية على هيئة صلب بلوري أسود، وللمركب بنية بلورية من نمط نظام بلوري ثلاثي متساوي الأحرف، وهي تشبه بنية يوديد الكادميوم.